# Motor (tygodnik)
Motor – czasopismo motoryzacyjne, polski tygodnik motoryzacyjny, ukazujący się od 1952 roku.

## Historia
Tygodnik od 1952 zmieniał logo 5 razy, zaś oprawę wielokrotnie.
W 1960 i 1965 tygodnik ufundował puchary dla żużlowego drużynowego pucharu świata. Pierwszy puchar otrzymała na własność Szwecja, drugi był nagrodą aż do 2000 (Wielka Brytania w 1974 choć otrzymała go na własność, oddała go kolejnym mistrzom). 13 grudnia 2010 roku ukazał się 3000. numer czasopisma.
W lipcu 2003 tygodnik Motor został wykupiony przez niemieckie wydawnictwo Heinrich Bauer Verlag Kommanditgesellschaft z Hamburga i jest obecnie wydawany pod tym samym tytułem. Po zmianie szaty graficznej objętość to 52 strony. 

## Redaktorzy naczelni
- Jerzy Borkowski
- Paweł Kasprzycki (1991–2002, zm. w 2003)
- Piotr R. Frankowski
- Piotr Cegłowski
- Krzysztof Burmajster
- Jacek Pieśniewski
- Łukasz Bąk
- Krzysztof Burmajster
- Wojciech Jurko (aktualny)

## Stałe działy
Obecnie
- Listy (w tym „Motor z przeszłości” i „Zdjęcie tygodnia”)
- Aktualne wiadomości
- Testy i porównania nowych samochodów
- Porady
- Używane samochody
- Raporty i analizy (rzadkość)
- Motopasje
- Na koniec (kronika, zapowiedzi)

Dawniej
- Gwiazdy i ich auta
- Gwiazdozbiór Motoru
- Interwencje
- Kulisy polskiej motoryzacji
- Krzyżówki i Humor